# ヌガウンデレ空港
ヌガウンデレ空港（Ngaoundéré Airport）は、カメルーンのアダマワ州の州都ヌガウンデレにある空港。